# Leopold von Caprivi
Julius Leopold Eduard von Caprivi (né le 10 septembre 1797 à Berlin - mort le 25 décembre 1865 à Berlin) est un juriste, un conseiller au tribunal supérieur de Prusse et un conseiller royal prussien.

## Biographie
Julius Leopold Eduard von Caprivi descend d'une famille provenant vraisemblablement du comté de Görz. La première mention de la famille date du XVIe siècle dans le village de Nesseltal (en) en Carniole. Jusqu'au début du XVIIIe siècle, la famille se nomme Copriva von Reichsperg und Nesselthal. Son grand-père Julius Leopold von Caprivi (1695–1768) est historien et archiviste.
Après des études de droit où il devient membre de l'Alten Berliner Burschenschaft (de), Caprivi épouse Emilie Köpke (née le 26 mai 1803 à Berlin - morte le 10 janvier 1871 à Berlin) le 19 mai 1830 à Berlin. L'année suivante naît son premier fils Leo von Caprivi, futur chancelier, et le lieutenant-général prussien Raimund von Caprivi (1840-1913). Conseiller au tribunal supérieur de Prusse, Caprivi est également conseiller de la couronne et membre de la Chambre des seigneurs de Prusse de 1863 à sa mort en 1865.